# 艾旭
艾旭，赐名凤仪，江西宁县人，明朝政治人物、進士出身。

## 生平
洪武二十一年，登進士二甲第五名，曾出使琉球，历任郎中。善於書法。